# Ksudacz
Ksudacz (ros. Ксудач) – masyw wulkaniczny na południu Kamczatki, zbudowany z naprzemiennych warstw bazaltowo-andezytywej lawy i dacytowego materiału piroklastycznego, z systemem pięciu kalder z dwoma jeziorami na wschodzie i aktywnym stożkiem Sztiubela w części północnej.
Znajduje się na terenie Rezerwatu przyrody „Jużno-Kamczatskij”.
Zachodzące regularnie potężne erupcje w okresie późnego plejstocenu i holocenu uformowały obszerną kalderę. Ostatnia erupcja miała miejsce w 1907 roku, kiedy wybuchł stożek Sztiubela w północnej części kaldery. Erupcja ta osiągnęła stopień 5 w 8-stopniowej skali eksplozywności wulkanicznej. Materiał z tego wybuchu osiadł na przestrzeni ponad 200 km na północ od wulkanu.